# Selenicereus coniflorus
Selenicereus coniflorus ist eine Pflanzenart in der Gattung Selenicereus aus der Familie der Kakteengewächse (Cactaceae). Das Artepitheton coniflorus leitet sich von den lateinischen Worten conus für ‚Kegel‘ sowie -florus für ‚-blütig‘ ab und verweist auf die inneren keilförmigen Blütenhüllblätter.

## Beschreibung
Selenicereus coniflorus wächst meist kletternd mit hellgrünen Trieben, aus denen zahlreiche Luftwurzeln entspringen. Entlang der 5 bis 6 Rippen sind die Triebe purpurfarben überhaucht. Die Rippenflächen sind eingefallen oder flach, am Rand sind sie gewellt bis gehöckert. Die Areolen sind mit Borsten und hellgelben, nadeligen Dornen besetzt. Die Dornen unterscheiden sich in einen abstehenden Mitteldorn und 4 bis 6 Randdornen.
Die Blüten sind außen orange bis zitronengelb und innen weiß. Sie sind 22 bis 25 Zentimeter lang. Ihr Perikarpell und die Blütenröhre sind mit linealischen Schuppen, weißen Haaren und Dornen besetzt. Die rosafarbenen, kugelförmigen Früchte weisen einen Durchmesser von 6 Zentimetern auf.

## Verbreitung und Systematik
Selenicereus coniflorus ist im Süden Mexikos entlang der Golfküste verbreitet.
Die Erstbeschreibung als Cereus coniflorus wurde 1904 von Wilhelm Weingart veröffentlicht. Nathaniel Lord Britton und Joseph Nelson Rose stellten die Art 1909 in die Gattung Selenicereus.

## Nachweise